# Художній фільм
Художній фільм — вид кіномистецтва, побудований на грі акторів. До художніх фільмів належать майже всі твори кінематографа за винятком документального кіно. 
Перші художні фільми почав знімати Жорж Мельєс 1896 року. В Україні перші фільми було показано глядацькій аудиторії 1896 року.
У цьому стилі фільму правдоподібні розповіді та персонажі допомагають переконати глядачів у реальності вигадки, яка розгортається. Освітлення та рух камери, серед інших кінематографічних елементів, стають все більш важливими в цих фільмах. Сценарії наративів дуже докладні, оскільки ці фільми рідко відхиляються від наперед визначеної поведінки та ліній класичного стилю написання сценарію, щоб зберегти відчуття реалізму. Актори повинні передавати діалоги та дії правдоподібно, щоб переконати глядачів у тому, що фільм — це реальне життя.